# Malthinus pseudobiguttatus
Malthinus pseudobiguttatus là một loài bọ cánh cứng trong họ Cantharidae. Loài này được Constantin miêu tả khoa học năm 1975.